# Kab ibn al-Àixraf
Kab ibn al-Àixraf (en àrab كعب بن الاشرف) (mort el 624) va ser un poeta (xàïr) i cap de la tribu jueva dels Banu n-Nadir, fill d'una mare àrab de confessió hebrea i d'un pare àrab de confessió musulmana. Segons l'historiador Ibn Ishaq (704 - 767), Kab va ser un enemic del profeta Mahoma a Medina. Irritat per la mort de molts habitants de la Meca a la batalla de Badr, va anar a la ciutat i va incitar als quraixites, mitjançant poemes, a combatre els musulmans. En tornar a Medina va fer versos eròtics insultants pels musulmans. Mahoma en va ordenar el seu assassinat que fou executat per Muhàmmad ibn Màslama i quatre sicaris (entre ells un germà de llet del mateix Ibn al-Àixraf) el 4 de setembre del 624 segons la data tradicional, però possiblement la primavera o començament d'estiu del 625.